# Rohrberg (Turingia)
Rohrberg è un comune di 226 abitanti della Turingia, in Germania.
Appartiene al circondario (Landkreis) dell'Eichsfeld (targa EIC) ed è parte della comunità amministrativa (Verwaltungsgemeinschaft) di Hanstein-Rusteberg.